# Adenia
Adènia (Adenia) és un gènere de plantes angiospermes de la família de les passifloràcies (Passifloraceae). Són plantes natives de les zones tropicals i subtropìcals d'Àfrica, Àsia, Melanèsia i Austràlia.
Són plantes xeròfites tropicals i subtropicals. Algunes són lianes. Moltes de les espècies tenen la saba molt tòxica: a més de components cianogènics, contenen lectines que destrueixen el ribosomes. Aquest és el mateix sistema d'acció tòxica que el ricí.

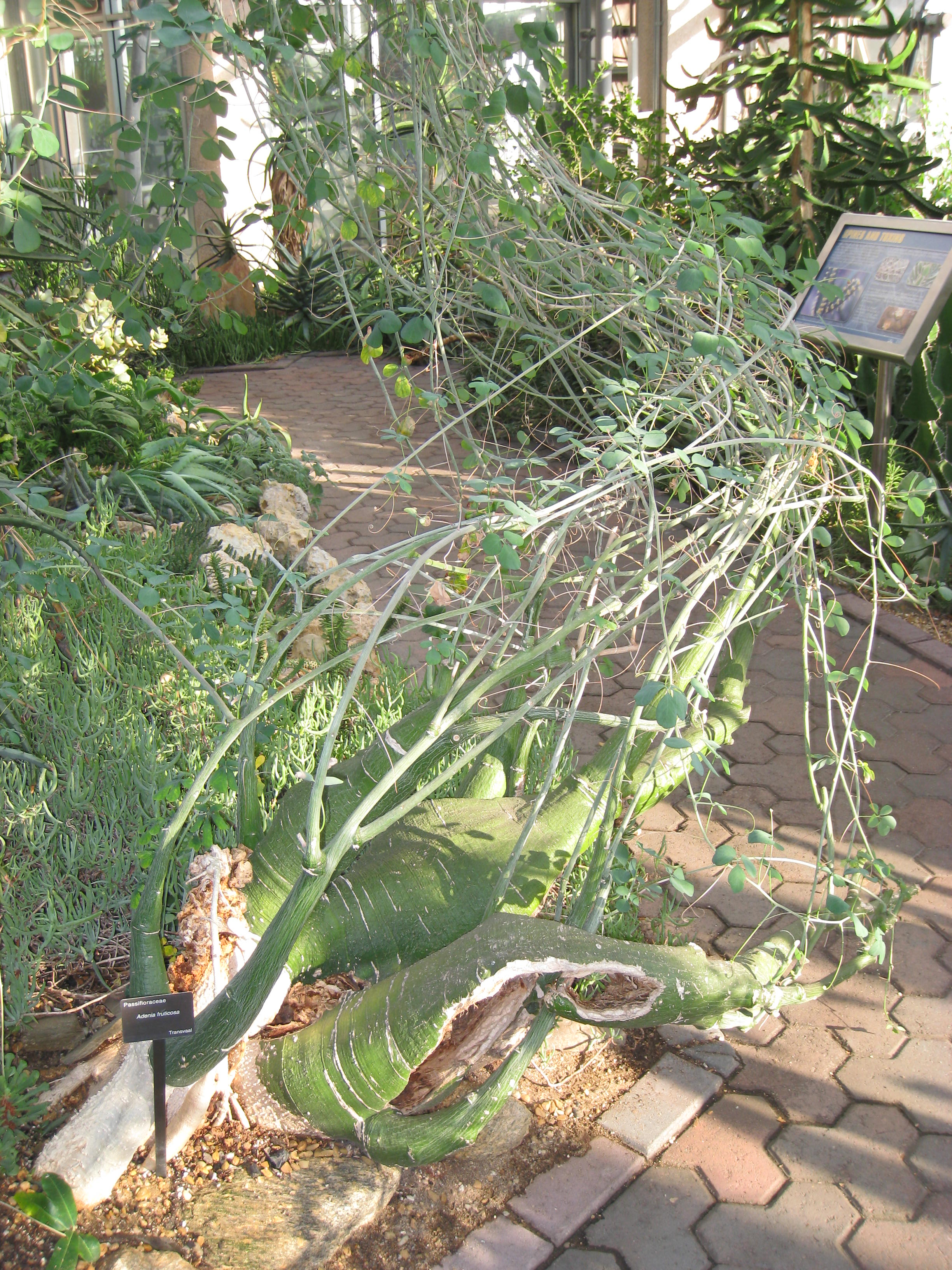
Adenia fruticosa

## Taxonomia
Aquest gènere va ser publicat per primer cop l'any 1775 a l'obra Flora Aegyptiaco-Arabica. Sive Descriptiones Plantarum, Quas per Aegyptum Inferiorem et Arabium Felicem Detexit, Illustravit Petrus Forskal. Prof. Haun. Post Mortem Auctoris editit Carsten Niebuhr. Accedit Tabula Arabiae Felicis Geographico-Botanica del botànic suec Pehr Forsskål (1732-1763).

### Espècies
Dins del gènere Adenia es reconeixen les 105 espècies següents:
- Adenia aculeata (Oliv. ex Hook.) Engl.
- Adenia acuta W.J.de Wilde
- Adenia adenifera W.J.de Wilde
- Adenia angulosa G.W.Hu & Q.F.Wang
- Adenia antongilliana (Tul.) Schinz
- Adenia ballyi Verdc.
- Adenia banaensis C.Cusset
- Adenia barthelatii M.Pignal, Yockteng, Hearn & Labat
- Adenia bequaertii Robyns & Lawalrée
- Adenia boivinii W.J.de Wilde
- Adenia cardiophylla (Mast.) Engl.
- Adenia cissampeloides (Planch. ex Hook.) Harms
- Adenia cladosepala (Baker) Harms
- Adenia cordifolia (Blume) Engl.
- Adenia crassa Merr.
- Adenia cynanchifolia (Benth.) Harms
- Adenia densiflora (Baker) Harms
- Adenia digitata (Harv.) Engl.
- Adenia dinklagei Hutch. & Dalziel
- Adenia dolichosiphon Harms
- Adenia ecirrosa W.J.de Wilde
- Adenia elegans H.Perrier
- Adenia ellenbeckii Harms
- Adenia epigea H.Perrier
- Adenia erecta W.J.de Wilde
- Adenia fasciculata W.J.de Wilde
- Adenia fernandesiana A.Robyns
- Adenia firingalavensis (Drake ex Jum.) Harms
- Adenia fruticosa Burtt Davy
- Adenia gedoensis W.J.de Wilde
- Adenia glauca Schinz
- Adenia globosa Engl.
- Adenia goetzei Harms
- Adenia gracilis Harms
- Adenia gummifera (Harv.) Harms
- Adenia hastata (Harv.) Schinz
- Adenia heterophylla (Blume) Koord.
- Adenia hondala (Gaertn.) W.J.de Wilde
- Adenia huillensis (Welw.) A.Fernald & R.Fernald
- Adenia inermis (W.J.de Wilde) W.J.de Wilde
- Adenia isaloensis (H.Perrier) W.J.de Wilde
- Adenia karibaensis W.J.de Wilde
- Adenia keramanthus Harms
- Adenia kigogoensis Hearn
- Adenia kinabaluensis W.J.de Wilde
- Adenia kirkii (Mast.) Engl.
- Adenia lanceolata Engl.
- Adenia lapiazicola Bard.-Vauc.
- Adenia latipetala W.J.de Wilde
- Adenia letouzeyi W.J.de Wilde
- Adenia lewallei A.Robyns
- Adenia lindiensis Harms
- Adenia litoralis Hearn
- Adenia lobata (Jacq.) Engl.
- Adenia longistipulata W.J.de Wilde
- Adenia macrophylla (Blume) Koord.
- Adenia malangeana Harms
- Adenia mannii (Mast.) Engl.
- Adenia mcdadiana Hearn
- Adenia metamorpha Hearn
- Adenia metriosiphon W.J.de Wilde
- Adenia monadelpha H.Perrier
- Adenia mossambicensis W.J.de Wilde
- Adenia natalensis W.J.de Wilde
- Adenia olaboensis Claverie
- Adenia ovata W.J.de Wilde
- Adenia pachyphylla W.J.de Wilde
- Adenia panduriformis Engl.
- Adenia pechuelii (Engl.) Harms
- Adenia peltata (Baker) Schinz
- Adenia penangiana (Wall. ex G.Don) W.J.de Wilde
- Adenia perrieri Clavaud
- Adenia pierrei Gagnep.
- Adenia pinnatisecta (Craib) Craib
- Adenia poggei (Engl.) Engl.
- Adenia poilanei C.Cusset
- Adenia pulchra M.G.Gilbert & W.J.de Wilde
- Adenia pyromorpha (H.Perrier) W.J.de Wilde
- Adenia racemosa W.J.de Wilde
- Adenia refracta (Tul.) Schinz
- Adenia repanda (Burch.) Engl.
- Adenia reticulata (De Wild. & T.Durand) Engl.
- Adenia rumicifolia Engl. & Harms
- Adenia schliebenii Harms
- Adenia schweinfurthii Engl.
- Adenia sphaerocarpa Clavaud
- Adenia spinosa Burtt Davy
- Adenia staudtii Harms
- Adenia stenodactyla Harms
- Adenia stolzii Harms
- Adenia stricta (Mast.) Engl.
- Adenia stylosa (H.Perrier) Hearn
- Adenia subsessilifolia H.Perrier
- Adenia tisserantii A.Fernald & R.Fernald
- Adenia tricostata W.J.de Wilde
- Adenia trilobata (Roxb.) Engl.
- Adenia trisecta (Mast.) Engl.
- Adenia tuberifera R.E.Fr.
- Adenia venenata Forssk.
- Adenia viridiflora Craib
- Adenia volkensii Harms
- Adenia welwitschii (Mast.) Engl.
- Adenia wightiana (Wall. ex Wight & Arn.) Engl.
- Adenia wilmsii Harms
- Adenia zambesiensis R.Fern. & A.Fern.